# Herman Celjski (škof)
Herman Celjski, freisinški knezoškof, * 1383, Celje, † 13. december 1421, Celje. 
Herman Celjski, znan tudi kot Armand Celjski, ali »Herniosus - kilavi«, je bil rojen kot nezakonski, vendar kasneje priznan (legitimiran) sin grofa Hermana II. Celjskega iz visoke plemiške rodbine grofov iz Celja in Žovneka, katerih sedež je bil Celjski grad.
Cesar Svetega rimskega cesarstva Sigismund se je leta 1409 poročil z Barbaro Celjsko, najmlajšo hčerjo grofa Hermann II. Celjskega, ki mu je v bitki pri Nikopolju rešil življenje. Hermann II. je bil najvplivnejši svetovalec Sigismunda in je kot tast za svojega sina zlahka uredil mesto škofa v Freisingu, ki se je izpraznilo.
Herman je študij opravil v Bologni, nakar ga je na prošnjo cesarja Sigismunda papež Janez XXII. 26. julija 1412 imenoval za škofa v Freisingu. Ker je bil še premlad za posvetitev v škofa, je dobil poseben papeški odpustek da je lahko vodil freisinško nadškofijo. Pri očetu si je moral sposoditi 10.000 goldinarjev, da je za službo plačal papeški kuriji. Za škofa je bil posvečen 8. septembra 1413. Freisinški kapitelj je presenetila nenadna smrt dotedanjega knezoškofa Konrada von Hebenstreita (rojenega v okolici Slovenskih Konjic) in tudi hitro imenovanje Hermana, tako da niso mogli izvesti svoje volilne pravice. 
V letih med 1414 in 1418  je bil Herman aktivni udeleženec koncila v Konstanci, kjer je predvsem zastopal interese cesarja Sigismunda. Poleti 1419 je sklenil dogovor o zavezništvu s Salzburško nadškofijo, pod vodstvom njenega nadškofa, glede zaščite njihove duhovne pravice do imunitete z zagotavljanjem medsebojne pomoči proti teritorialnim knezom.
Družina Celjskih je uspela zaradi svojih družinskih vezi prepričati papeža Martina V. da Hermana premesti na mesto tridentinskega škofa, ki je bilo izpraznjeno po odstavitvi Jurija Lichtensteinskega v avgustu 1419. Papeško imenovanje je bilo izdano 29. marca 1421. Vendar ga je moral papež Martin V. ponovno imenovati 13. septembra 1421, ker ga tridentinski kapitelj ni hotel priznati zaradi njegove močne kile. Da bi mesto v Tridentu (današnjem Trentu) dobil, se je vrnil v Celje na operacijo, ki pa je ni preživel. Umrl je 13. decembra 1421 in bil pokopan v celjski župnijski cerkvi, sedanji stolnici Svetega Daniela. Njegov nagrobnik je v prezbiteriju cerkve na oltarni strani. 